# Myron Scholes
Myron Scholes (n. 1 iulie 1941, Timmins⁠(d), Ontario, Canada) este un economist canadian, reprezentant al Școlii de la Chicago. În anul 1997, a obținut Premiul Nobel pentru Economie.